# Bemisaleyrodes grjebinei
Bemisaleyrodes grjebinei là một loài côn trùng cánh nửa trong họ Aleyrodidae, phân họ Aleyrodinae.
Bemisaleyrodes grjebinei được Cohic miêu tả khoa học đầu tiên năm 1968.